# 587
Cette page concerne l'année 587  du calendrier julien. Pour l'année 587 av. J.-C., voir 587 av. J.-C. Pour le nombre 587, voir 587 (nombre).
L'année 587 est une année commune qui commence un mercredi.

## Événements
- 13 janvier - 7 mars : en Espagne, le roi wisigoth Récarède Ier renonce à l'arianisme et se convertit au catholicisme[1].
- Printemps : campagne de Comentiolus contre les Avars en Dobroudja. Les Avars envahissent la Thrace. Après un premier succès contre Castus, ils sont battus par les généraux byzantins Droctulf et Jean Mystacon près d'Andrinople[2].

- 15 avril : mort de Yōmei, empereur du Japon[3]. Victoire du clan Soga sur le clan Mononobe à la bataille du mont Shigi. L'empereur Sushun accède au trône impérial avec le soutien des Soga. Le bouddhisme se développe au Japon sous son règne (588-592) et celui de l'impératrice Suiko (592-628)[4].

- 4 août : tentative d'assassinat contre le roi franc de Bourgogne Gontran[5].
- Été : 
  - les Byzantins assiègent les forteresses perses[2].
  - en Chine, fin de la dynastie Liang postérieurs, éliminée par les Sui[6].
  - les Slaves ravagent la Grèce tandis que les Avars se retirent à Sirmium[2].
- Automne : le Breton Waroch ravage le pays nantais. Il s'empare de la vendange malgré un accord conclu avec les rois francs[7].

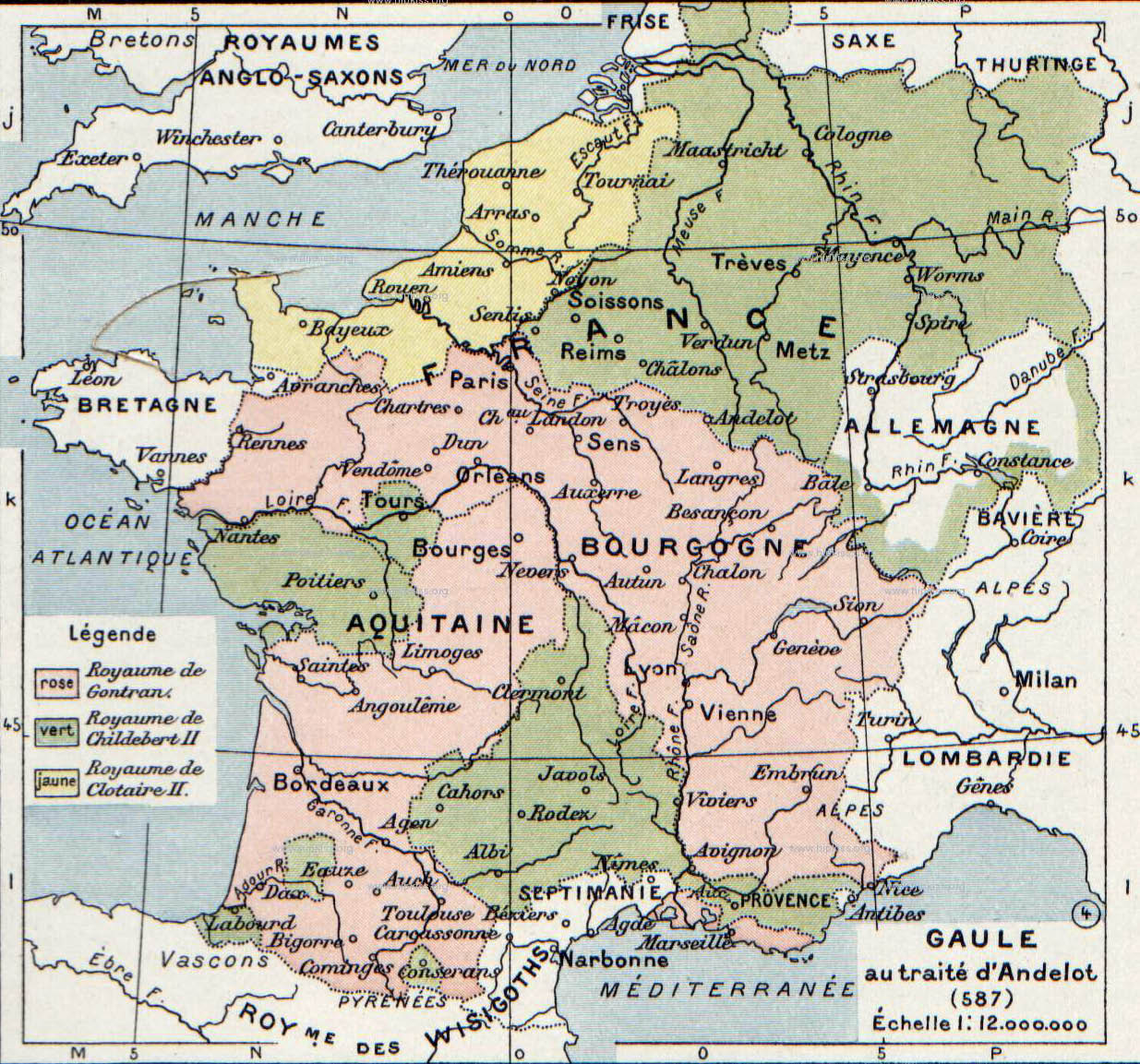
28 novembre : traité d'Andelot

- 28 novembre : traité d'Andelot. Gontran, roi de Bourgogne s’associe à son neveu Childebert II, roi d’Austrasie dans un traité d'alliance contre les leudes (grands vassaux) révoltés. Conclu sous les auspices de Grégoire de Tours et de Brunehilde, le pacte d’Andelot permet à Childebert de récupérer la Bourgogne et l’Orléanais[8].
- Hiver 587-588 : les Byzantins persuadent les Antes d'attaquer les Slaves sur leurs terres au nord du Danube[2].

- Nouveau soulèvement des Maures en Afrique, qui menacent Carthage. Le patrice Gennadius, futur exarque, réussit à les acheter[9].
- L’évêque de Reims Aegidius, soupçonné de lèse-majesté, vient implorer son pardon au roi Childebert II, lui offrant de grands présents[8].
- Le comte Syagrius est envoyé en ambassade par le roi Gontran auprès de l’empereur byzantin Maurice. Il est nommé patrice par l'empereur[10].
- Les Vascons, venus des Pyrénées, ravagent la Novempopulanie. Le duc de Toulouse Austrovald tente de les contenir[11].

- La peste, apportée par un navire venu d’Espagne, ravage Marseille (Grégoire de Tours)[12].

## Décès en 587
- 15 avril : Yōmei, empereur du Japon[3].
- 13 août : Radegonde, reine de France et sainte de l'Église catholique.
- Didier de Toulouse (Desiderius), duc d'Aquitaine[13].
- Varahamihira, mathématicien, astronome et astrologue indien.